# Cupromakopavonita
La cupromakopavonita és un mineral de la classe dels sulfurs, que pertany a la sèrie homòloga de la pavonita. Rep el nom per la seva relació química amb la pavonita.

## Característiques
La cupromakopavonita és una sulfosal de fórmula química Ag₃Cu₈Pb₄Bi19S38. Va ser aprovada com a espècie vàlida per l'Associació Mineralògica Internacional l'any 2005. Cristal·litza en el sistema monoclínic.

## Formació i jaciments
Va ser descoberta al dipòsit de scheelita de la vall de Felben, a la serralada Hohe Tauern, dins l'estat de Salzburg, a Àustria. Es tracta de l'únic indret de tot el planeta on ha estat descrita aquesta espècie mineral.